# Usine Scania d'Angers
L'usine Scania Angers, implantée au nord de la ville, à cheval sur le quartier Monplaisir et la zone industrielle d'Écouflant, est un site de construction poids lourds.

## Une arrivée relativement récente
La firme suédoise est présente dans l'ouest de la France, depuis le début des années 1990. Le lieu retenu est situé à l'emplacement d'une ancienne usine de machinisme agricole.
Peu après son installation en Maine-et-Loire, la direction Scania France décide d'y regrouper l'ensemble de ses activités.

## En chiffres
L'établissement sort son 175 000e camion en 2013, le seuil des 200 000 est franchi deux ans après. Les indicateurs journaliers sont très fluctuants, environ 35 unités sortaient de l'enceinte angevine chaque jour en 2011-13. Ce montant est supérieur à 60 en fin d'année 2016, pour un total de 13 000 véhicules sur la période.
Production assurée, toujours en 2016, par 550 salariés, sur une seule ligne.
En novembre 2020, les 711 salariés de l’usine d’Angers ont produit 76 poids-lourds par jour, et la direction a prévu d’embaucher plus de 200 salariés supplémentaires en 2021 et de mettre en place les 2/8 dans cette usine, car elle va récupérer la majeure partie de la production de camions à moteur thermique actuellement assemblés sur le site de Södertälje, en Suède. En effet, celui-ci va se consacrer à l’assemblage de camions électriques. En 2024, la production journalière moyenne est de 120 poids-lourds.
Les véhicules sont essentiellement destinés, outre le marché domestique, au bassin méditerranéen (péninsule Ibérique, Italie, Maghreb...), ainsi qu'aux îles Britanniques.
Depuis l'automne 2016, les camions destinés au Maghreb sont acheminés via le terminal roulier du port de Saint-Nazaire alors qu'auparavant, ils étaient convoyés par route jusqu'à Barcelone, où ils embarquaient pour l'Afrique.

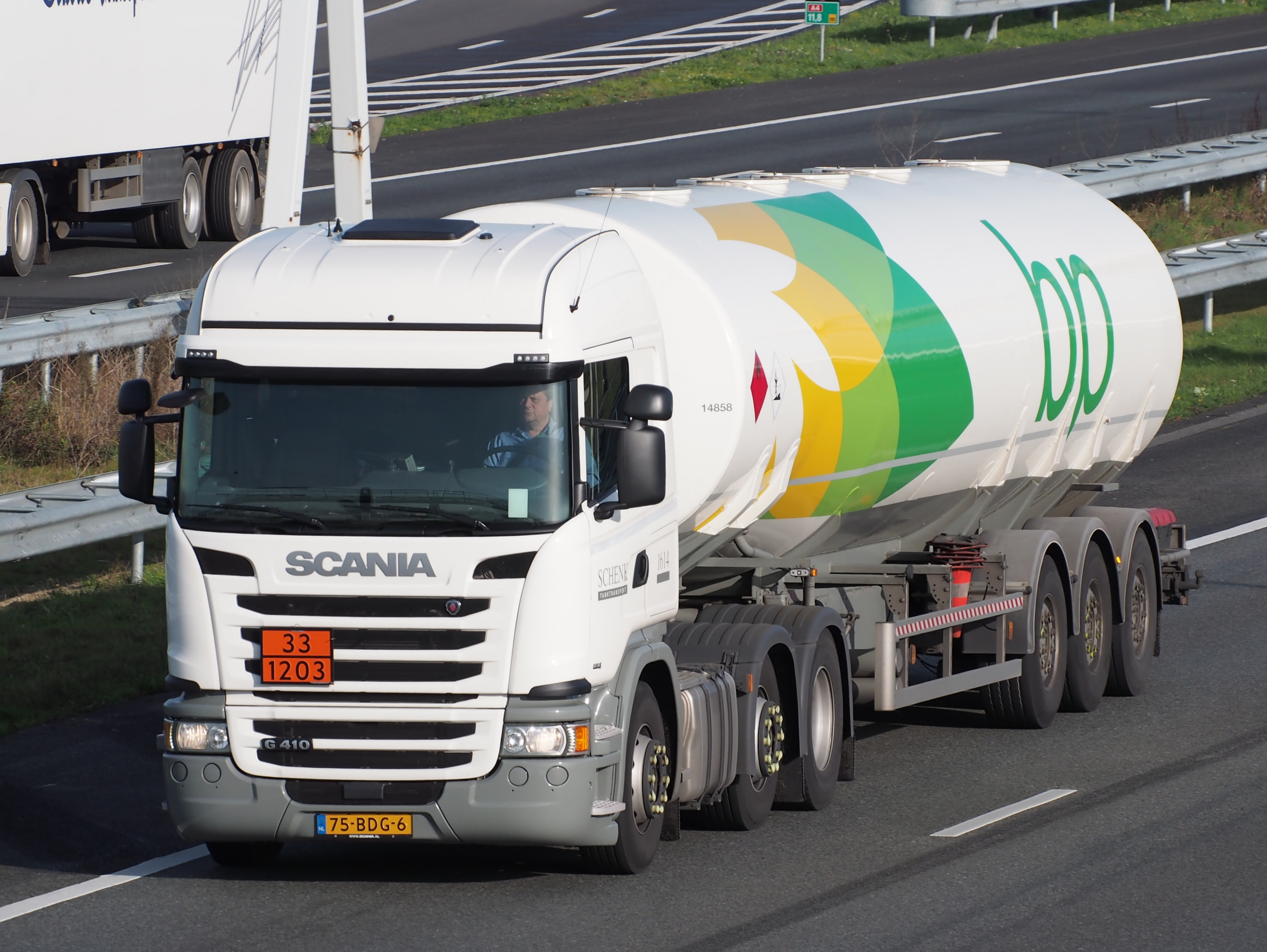
Scania G410
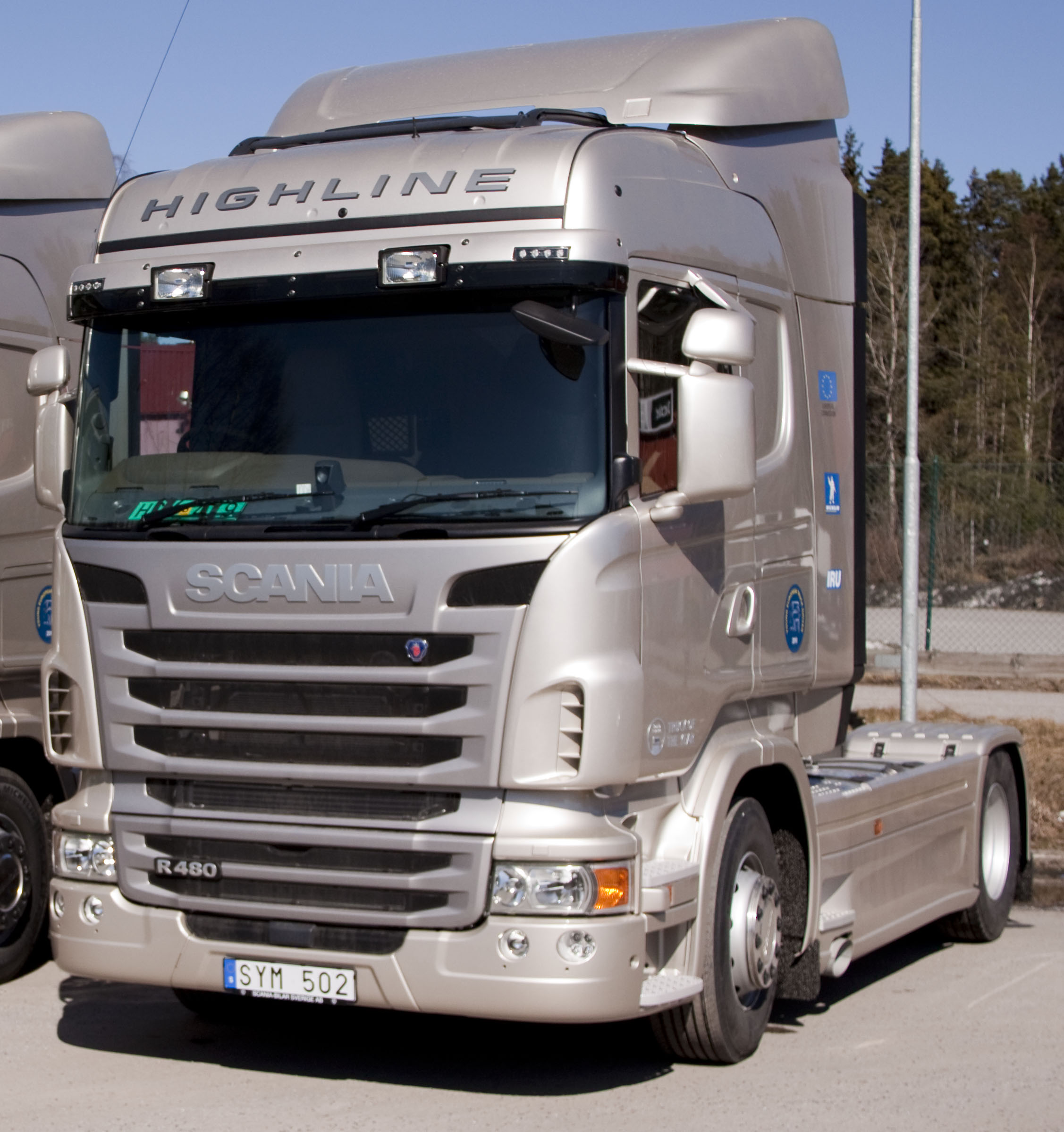
Scania R480
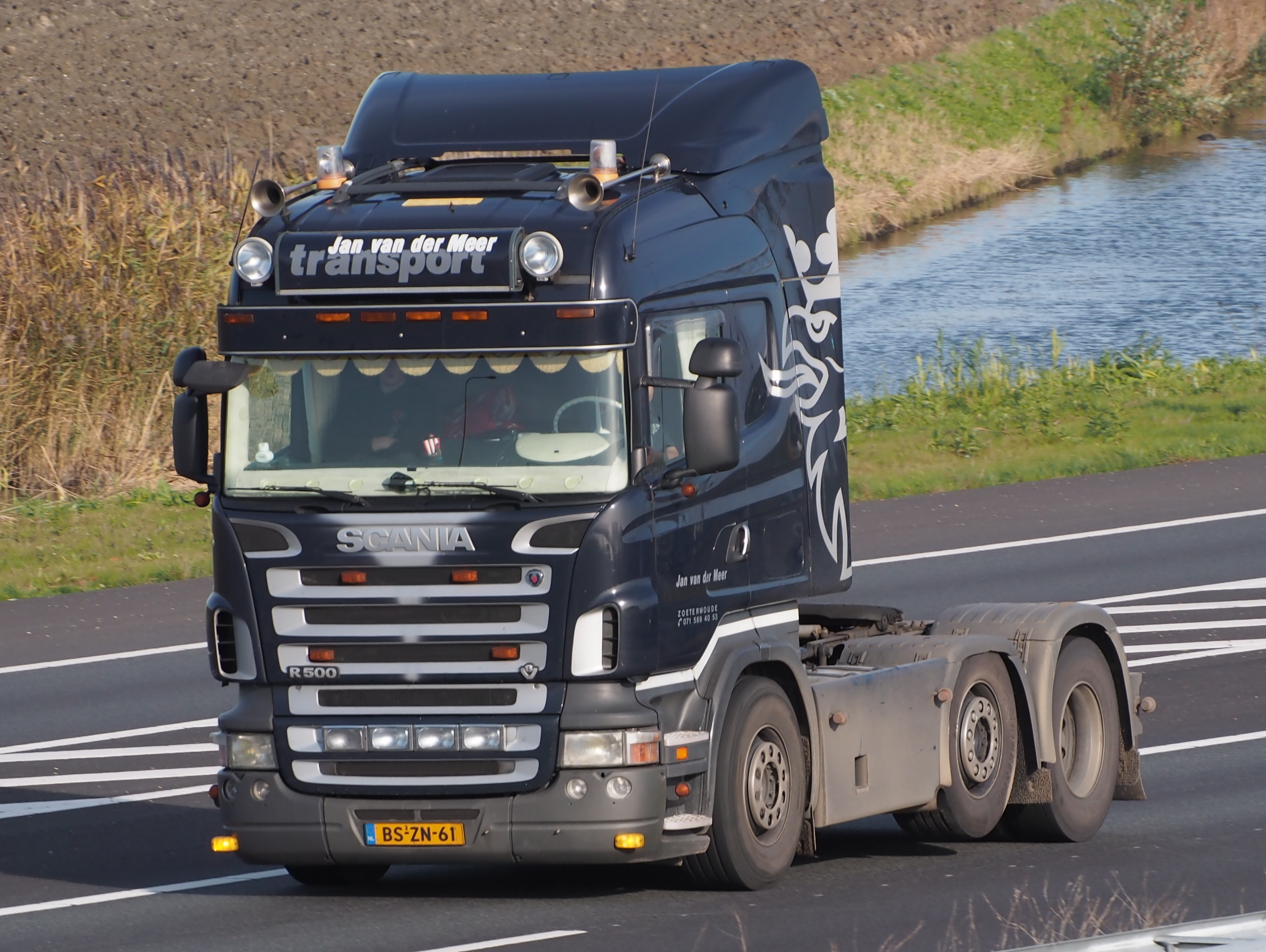
Scania R500
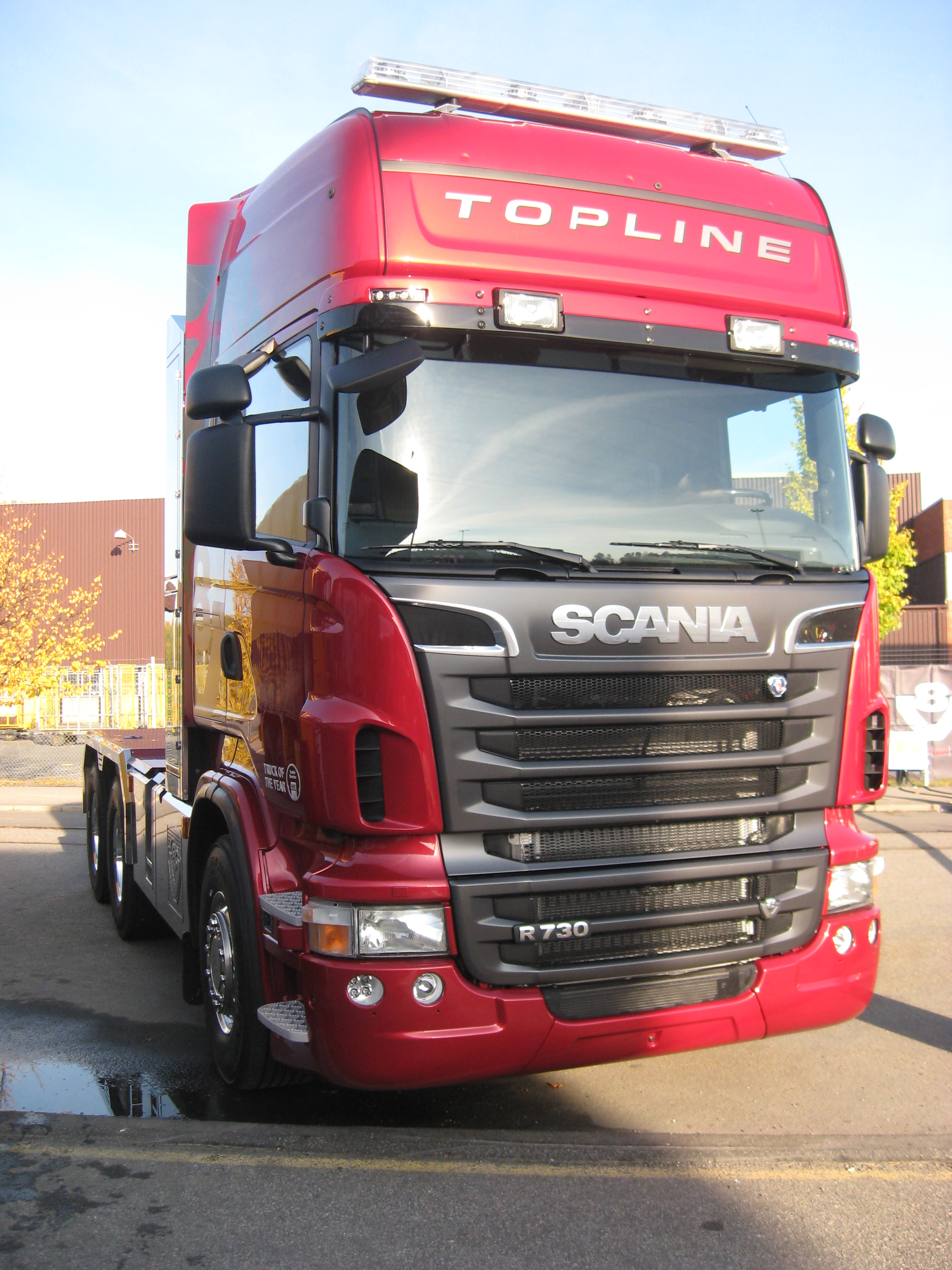
Scania R730